# Ivã III de Moscou
Ivã III (Moscou, 22 de janeiro de 1440 – Moscou, 27 de outubro de 1505), apelidado de Ivã, o Grande, foi o Grão-Príncipe de Moscou de 1462 até sua morte. Era filho do grão-príncipe Basílio II e sua esposa Maria de Borovsk. As vezes chamado de "o Coletor das Terras da Rússia", Ivã triplicou o tamanho de seu país, encerrou o domínio do Canato da Horda Dourada sobre Moscóvia, renovou o Kremlin de Moscou e estabeleceu as fundações para o que tornaria-se o Czarado da Rússia.

## Antecedentes
No início do reinado de Ivã, a Rússia era constituída por dois vastos territórios: o sudoeste, sob dominação polaco-lituana, e o nordeste, que pagava tributos à Horda Dourada. O principado de Moscou ficava no último território, assim como Novgorod, Pskov e Viatka. De início, os domínios de Moscou estavam divididos em cinco principados patrimoniais. Ivã dirige o primeiro, enquanto seus quatro irmãos se responsabilizavam por Riazan, Rostov, Iaroslavl e Tver.
Ivã procurava tanto quanto possível evitar conflitos com seus vizinhos, esperando por condições favoráveis. Não faltaram oportunidades de novas conquistas nos arredores. Muitos dos seus vizinhos passaram por crises internas na época e Ivã soube se aproveitar disso. Os maiores objetivos de Ivã o Grande, durante todo o seu reinado, foram o fortalecimento de sua autoridade em detrimento da soberania dos outros príncipes e a expansão de seu principado sobre as terras vizinhas.

## Política de conquista
Abrasivo de força, de astúcia e de laços matrimoniais, Ivã anexa, pouco a pouco, os principados patrimoniais. O último a ser anexado foi Tver em 1485. Ele elimina os seus irmãos, seja aprisionando-os, seja assassinando-os. As anexações foram aceitas pela população sem muitos problemas.
Em 1471, Ivã, o Grande ataca o principado independente de Novgorod, tomando como pretexto um tratado de união com a Lituânia, sob Casimiro IV, para declarar a guerra. Pelo tratado, Novgorod, alarmada com o fortalecimento russo, aceitava proteção polaco-lituana, o que foi interpretado como um ato de apostasia à ortodoxia. O exército de Novgorod é atacado e aniquilado sobre o Shelona e o Duína do Norte. A cidade teve que abandonar a aliança com a Lituânia, ceder grandes porções territoriais e pagar uma enorme indenização de guerra.
Em Novgorod, havia um grupo que desejava a unificação com o principado de Moscou. Em 1478, Ivã lança uma nova campanha. Desta vez, ele procura varrer a cidade dos partidários da Lituânia e aproveita para definitivamente anexá-la. 72 mil pessoas supostamente hostis à ocupação são deportadas para a fronteira oriental. A anexação de Novgorod dilatou as fronteiras de Moscou até ao Oceano Ártico.

## Relações com a Horda Dourada
Diferentemente dos seus predecessores, Ivã o Grande adota uma postura agressiva contra seus vizinhos imediatos, a Horda Dourada e a Lituânia. A Horda Dourada não era mais o poderoso império do século XIV que intimidava seus vizinhos. Três canados próximos à Rússia se separaram da Horda (Cazã, Astracã e Crimeia) e praticam uma política independente. Teoricamente, Ivã deveria sempre pagar tributos ao cã, mas decidiu deixar de prestar este serviço, desafiando a autoridade do canado.
Em 1480, o cã Amade decide atacar Moscou. Ivã, que assinara um tratado de proteção mútua com Mengli Girai, cã da Crimeia, resolve enfrentá-lo, apesar de se sentir intimidado. Os dois exércitos se posicionam sobre o Ugra e permanecem vários dias somente se observando, sem lutar. Finalmente, Amade desiste do combate e resolve se retirar. A dependência da Rússia chega oficialmente ao fim frente à Horda Dourada, que em 1502 é finalmente destruída após uma guerra contra a Crimeia. Em 1487, Ivã conquista o Canado de Kazan, transformando-o em protetorado. O Canado da Crimeia também ajuda Ivã a estabelecer relações diplomáticas com Istambul, onde surge a primeira embaixada russa, em 1495.

## Relações com a Lituânia
Em 1492, a união polaco-lituana é temporariamente rompida após a morte de Casimiro IV. O trono lituano é ocupado por seu filho Alexandre e o da Polônia pelo seu outro filho, João Alberto. Neste mesmo ano, Ivã ataca a Lituânia tomando como pretexto as perseguições de padres ortodoxos. Alexandre, incapaz de se proteger contra os ataques russos, resolve assinar um tratado em 1494, pelo qual teve que ceder a Moscou os territórios situados no curso superior do rio Oca. Além disso, o grão-duque precisou reconhecer Ivã como soberano de toda a Rússia, que lhe atribui a mão de sua filha Elena.
Ivan, não satisfeito com suas conquistas, resolve atacar novamente Alexandre. Ocorre então mais uma guerra em 1500. As forças moscovitas, com a ajuda de tropas tártaras da Crimeia e de Kazan, invadem a Lituânia, derrotam as tropas do grão-duque e marcham até a Polônia. Em 1503, um armistício é assinado e Ivã garante todas as suas conquistas ocidentais. Muitas cidades lituanas são anexadas por Moscou.

## Centralização do Estado
Em 1472, Ivã o Grande se casa com Sofia Paleólogo, sobrinha do último imperador bizantino, Constantino XI Paleólogo , morto durante o cerco de Constantinopla pelos turcos em 1453. Sofia era filha de Tomás Paleólogo, regente da Moreia. Com a morte de Tomás, ela fica sob tutela do papa. Ivã espera estreitar as relações com a Santa Sé através do casamento. Um núncio (arauto da Igreja Católica) acompanharia a princesa, mas é impedido de entrar em Moscou por Ivan. Frustrando os desejos do Papa da união entre as duas igrejas, Sofia aceita converter-se à Ortodoxia.
O casamento de Ivã e Sofia é visto na Rússia como um marco. São trazidos com Sofia artistas italianos, entre eles, Aristote Firaventi, o arquiteto responsável pela construção da catedral da Assunção, no Kremlin. Ivã adota o brasão da águia bicéfala de Constantinopla. O antigo sistema patriarcal de governo é trocado devido às novas influências.
Paralelamente, Ivã III constrói em Moscou um poder absoluto sem precedentes decalcado sobre o dos imperadores romanos e bizantinos. A publicação em 1497 do Sudiebnik, primeiro código de leis russo compilado por Vladimir Goussev, demonstra claramente o aumento de poder que o soberano russo estava adquirindo. Além disso, os italianos e gregos trazidos com Sofia influenciam a criação de um Estado centralizado e de um governo autocrata.
Quando Ivã morre em 1505, a Rússia já havia se tornado o país mais influente da Europa Oriental.